# Alma Caribena
Alma Caribena – tytuł hiszpańskojęzycznej płyty Glorii Estefan z 2000 roku. Album został wyróżniony nagrodą Grammy dla najlepszego krążka z muzyką latynoską. Album promowały single: No Me Dejes De Querer (nagroda Latin Grammy dla najlepszego teledysku roku), Como Me Duele Perderte oraz Tres Gotas De Aqua Bandita, z których większość dotarła na sam szczyt latynoskich zestawień. Album zdołał sprzedać się w kilku milionach egzemplarzy, zyskując między innymi status złotej płyty w Stanach Zjednoczonych, potrójnej platyny w Hiszpanii i platyny w Meksyku. Krążek stanowi mieszankę różnych karaibskich stylów muzycznych. Album wyprodukował mąż artystki, Emilio Estefan Jr.

## Utwory
1. "Por Un Beso" R.
2. "Punto de Referencia"
3. "Dame Otra Oportunidad"
4. "Como Me Duele Perderte"
5. "Te Tengo a Tí"
6. "Tres Gotas De Agua Bendita"
7. "Nuestra Felicidad"
8. "La Flor y Tu Amor"
9. "Me Voy"
10. "Solo Por Tu Amor"
11. "Tengo Que Decirte Algo "
12. "No Me Dejes de Querer"
13. "No Me Dejes de Querer"